# Włodzimierz Szaranowicz
Włodzimierz Szaranowicz (ur. 21 marca 1949 w Warszawie jako Vladimir Šaranović) – polski dziennikarz radiowy i telewizyjny, prezenter i komentator sportowy, a także koszykarz, pedagog i trener pochodzenia czarnogórskiego. 
Od 1976 związany był z Polskim Radiem, a od 1977 z Telewizją Polską. Dyrektor redakcji sportowej Telewizji Polskiej i kanału TVP Sport (2009–2017). W swojej karierze sprawozdawcy sportowego był dziewiętnaście razy akredytowany na letnie i zimowe igrzyska olimpijskie (od igrzysk w Moskwie w 1980 do igrzysk w Pjongczangu w 2018), co stawia go pod tym względem na pierwszym miejscu wśród wszystkich polskich dziennikarzy sportowych i w czołówce światowej listy. W marcu 2019 poinformował o zakończeniu pracy zawodowej.

## Pochodzenie i wczesne lata
Jest synem czarnogórskich imigrantów z Jugosławii. Jego matka pochodziła z Cetynii, ojciec wywodził się ze znanego rodu Šaranoviciów z okolic Podgoricy; w czasie II wojny światowej był partyzantem i trafił do obozu jenieckiego we Włoszech. Matka Włodzimierza również przebywała w jenieckim obozie na Bałkanach, później przez długi czas mieszkała w Stanach Zjednoczonych. Po wojnie Šaranović studiował prawo, uczył się też na Akademii Wojskowej, pracował w placówce dyplomatycznej w Pradze, a później w Warszawie, gdzie w Ministerstwie Spraw Zagranicznych poznał przyszłą żonę. W 1948 w Jugosławii rozpoczęły się czystki dotyczące byłych partyzantów. Šaranović otrzymał już nominację na ambasadora w Rzymie, ale w ojczyźnie mogło też czekać na niego więzienie. Ostatecznie wraz z żoną pozostał w Polsce, gdzie w 1949 urodził się ich syn, Vladimir.
Długo wstydził się swojej etnicznej inności – odmawiał rozmawiania z rodzicami po serbsku i używał polskiego imienia Włodzimierz. Kraj przodków odwiedził po raz pierwszy w wieku 21 lat, biorąc udział w pogrzebie swego stryja. Poznał też wtedy swojego kuzyna Slobodana, z którym połączyła go bardzo mocna więź – dopiero po jego śmierci spolszczył w 2010 swoje nazwisko. Rodzice Szaranowicza nigdy nie zdecydowali się na podróż do Jugosławii, sam Włodzimierz odwiedzał Czarnogórę regularnie i mocno przeżył wojnę domową.

Swego czasu brałem na siebie godzenie komentatorów z krajów byłej Jugosławii. Kiedyś to byli przyjaciele, którzy raptem przestali się do siebie odzywać. Rany goiły się wolno, bo niektórzy komentatorzy byli zaangażowani w sprawozdania z kampanii wojennych. Dla jednych byli bohaterami, bo opowiadali o dramatach narodu, dla drugich byli tymi, którzy oskarżali ich naród o zbrodnie. Politycy wywołują wojny, a ludzie cierpią i ponoszą wszystkie konsekwencje. Straty, które poczyniła tamta wojna, są nie do odrobienia przez kilkadziesiąt najbliższych lat. Sprawa Kosowa i Kosowian to jest rzecz, o której się nawet nie mówi. Absolutny temat tabu. Kosowo jest uznawane za najświętszy matecznik, serce Serbii. Bitwa na Kosowym Polu, która zapoczątkowała upadek państwa serbskiego do dziś jest niezabliźnioną, najżywszą raną. A przecież minęło ponad 600 lat.

W dzieciństwie mieszkał na Saskiej Kępie, później wraz z rodziną przeniósł się na Muranów. Jego młodszy brat Czedomir po ukończeniu studiów w Polsce wyjechał w 1979 do USA. Włodzimierz ukończył L Liceum Ogólnokształcące im. Ruy Barbosy w Warszawie. Z kolegami ze szkoły i podwórka uprawiał wiele sportów, m.in. grał w koszykówkę, poza tym chętnie pływał i biegał. Decyzję o wyborze sportu jako swej drogi życiowej podjął po zwycięstwie Zdzisława Krzyszkowiaka na igrzyskach w Rzymie w 1960. Ukończył warszawską AWF na specjalizacji koszykówki (miał zajęcia m.in. z Walentym Kłyszejką) i uzyskał dyplom trenera drugiej klasy. Pracował jako nauczyciel wychowania fizycznego w Aninie i w Szkole Podstawowej nr 138 w Międzylesiu. Tam, z grupą dziewcząt z piątej klasy i z pobliskiego klasztornego domu dziecka, wygrał koszykarską olimpiadę warszawską. Wśród jego zawodniczek była Alicja Szczęsna, późniejsza żona Macieja i matka Wojciecha. Na AWF spikerował na meczach koszykówki, siatkówki i piłki ręcznej.
Jeszcze w liceum, grając w koszykówkę (na pozycji rozgrywającego), zdobył ze swoją drużyną wiele medali rozgrywek młodzieżowych. Na studiach występował w barwach AZS Warszawa. Sportową karierę zakończył w wyniku wypadku podczas jazdy na nartach w Sudetach, gdy zahaczył o korzeń ukryty pod śniegiem. Sytuacja była na tyle poważna, że nieomal skończyłoby się amputacją. Noga, w której zbierała się ropa, goiła się trzy lata, stwierdzono ponadto staw rzekomy. Zrost rozpoczął się dopiero po upadku Szaranowicza ze schodów, uderzeniu z całej siły nogą o ścianę i jej ponownym złamaniu. Później często doznawał kolejnych kontuzji, a do wyczynowego sportu nigdy nie powrócił.
Planował rozpocząć karierę naukową i szerzyć wiedzę o historii sportu. Zamiast tego dwukrotnie wyjeżdżał do Szwecji, a także do Anglii. Pracował jako sprzedawca obrazków, sprzątacz w parku zabaw Liseberg i barman w Swiss Cottage.

## Kariera w radiu
W 1976 razem z Dariuszem Szpakowskim i Henrykiem Urbasiem został przyjęty do pracy na etacie w Polskim Radiu, gdzie pracowała już jego matka (jako inspektor programowy). Ich nauczycielami radiowej profesji byli Bohdan Tomaszewski i Bogdan Tuszyński, wymowy uczył natomiast Gustaw Holoubek.
W 1978 relacjonował dla radia mistrzostwa świata w boksie w Belgradzie. W 1980 komentował igrzyska w Moskwie (m.in. szermierkę). Na radiowej antenie prowadził m.in. Gimnastykę poranną i Kronikę sportową.

## Kariera w telewizji

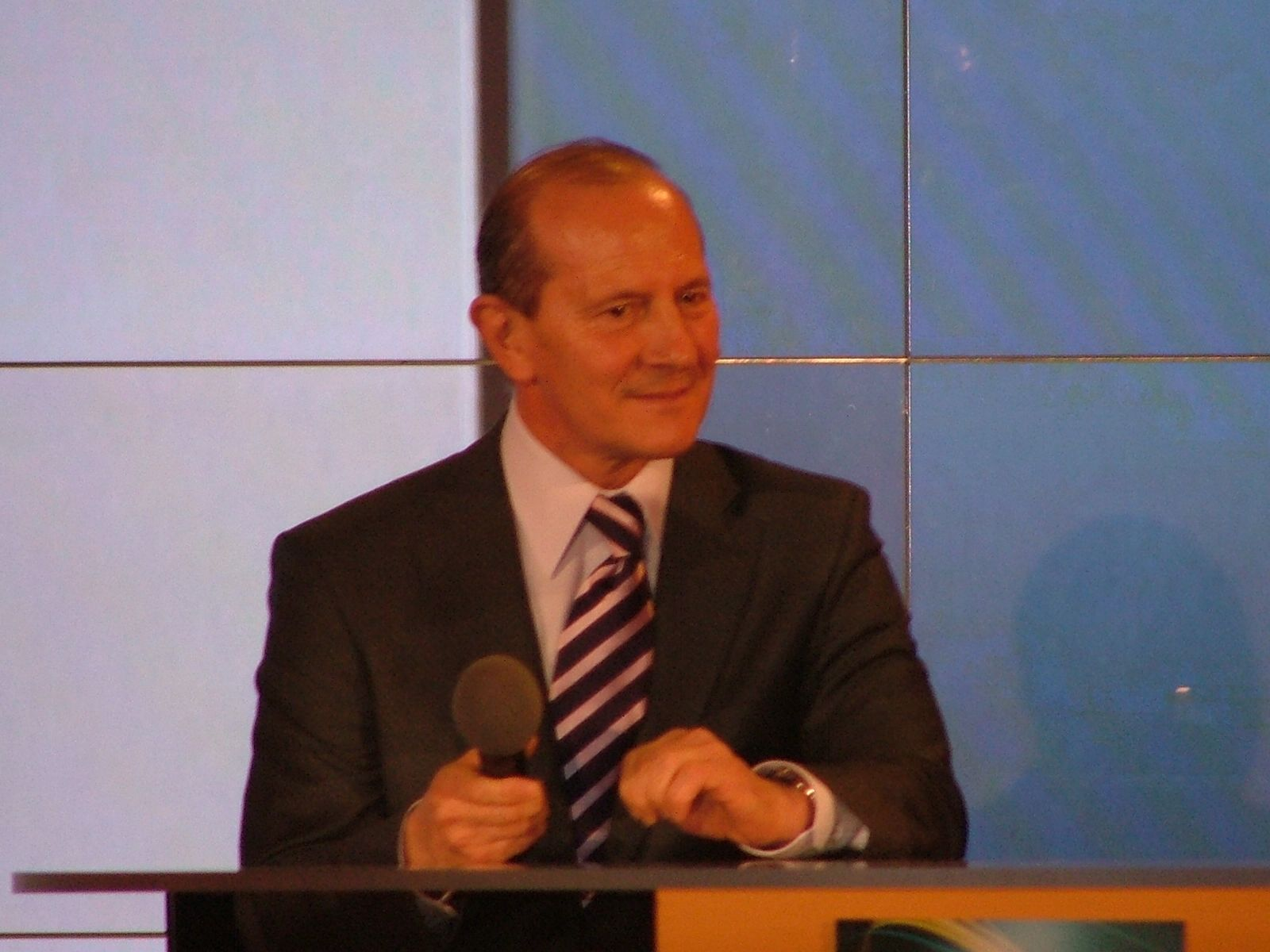
Szaranowicz podczas imprezy w Centrum Olimpijskim w Warszawie z okazji pierwszych urodzin TVP Sport, 11 grudnia 2007

Debiut w Telewizji Polskiej zaliczył w lutym 1977, kiedy zastąpił Tomasza Hopfera w magazynie dla dzieci i młodzieży Teleranek. Przez kilka lat prowadził w nim cykl Gawędy sportowe. Na stałe do TVP przeniósł się w 1983.
Na antenie TVP wielokrotnie był gospodarzem czy gościem studio przy różnej rangi wydarzeniach sportowych. Prowadził też m.in. Studio Sport, programy Sportowa niedziela i Sportowa sobota. W autorskim programie Jeden na jeden rozmawiał o sporcie z zawodnikami i trenerami. Przekazywał telewidzom relacje z wielu dyscyplin. Na początku komentował kolarstwo, później również pływanie, piłkę nożną (m.in. Euro 2000) i ręczną, siatkówkę i boks. Najczęściej jednak do kabiny komentatorskiej zasiadał przy okazji rozgrywania zawodów lekkoatletycznych (wielokrotnie mistrzostwa świata) i narciarskich, ze szczególnym uwzględnieniem skoków narciarskich. Regularnie komentował również ceremonie otwarcia i zamknięcia kolejnych igrzysk olimpijskich. Jedynymi igrzyskami, na jakich go zabrakło od momentu debiutu były igrzyska w Los Angeles w 1984.

Mam mistyczny stosunek do igrzysk. To jedne z tych wartości, których trzeba bronić. Jest rodzaj humanizmu olimpijskiego, który niesie takie przesłania, które są ponadczasowe. To spotkania na otwartym stadionie niezależnie od rasy, płci, narodowości, wieku. MKOl potrafi robić bardzo ważne dla współczesnego świata gesty. Ktoś powie, że to naiwne, bo świat jest dziś brutalny, ale my wciąż marzymy o świecie idealnym. Nie chcemy go takim, jakim jest w wielu przypadkach.

W pierwszej połowie lat 90. wylansował modę na koszykówkę w Polsce, wtedy bowiem TVP rozpoczęła regularne transmitowanie spotkań ligi NBA. Szaranowicz komentował je razem z Ryszardem Łabędziem (czasami także z Markiem Rudzińskim), a każdą transmisję zaczynał od charakterystycznego zawołania Hej, hej, tu NBA. Telewizyjna widownia tych spotkań sięgała niekiedy kilku milionów widzów. Jeszcze większą popularnością cieszyły się dekadę później ekspresywnie komentowane przez Szaranowicza transmisje zawodów Pucharu Świata w skokach narciarskich. Sukcesy Adama Małysza spowodowały zjawisko Małyszomanii, zaś relacje z występów najpierw jego, a potem Kamila Stocha w szczytowych momentach były śledzone w TVP nawet przez kilkanaście milionów widzów. Po ostatnim w karierze skoku Małysza na mistrzostwach świata w 2011 Szaranowicz rozpłakał się na antenie.

Już nie będzie Adama Małysza na następnych mistrzostwach świata. Pożegnanie Adama Małysza z mistrzostwami świata. (...) Kilkanaście lat startów. Fenomen sportowy. Powtarzalność sukcesów przez lata, przez dekadę, a przecież pierwsze zwycięstwo w Holmenkollen odniósł tu, na tej skoczni jako osiemnastolatek i było to przecież piętnaście lat temu. Coś niewiarygodnego. Co tydzień siadaliśmy, jak do telenoweli, żeby oglądać tę rywalizację. Fenomen socjologiczny! Ileż rzeczy można było mu przypisać podczas tej kariery? Że można w życiu wygrać ewidentnie bez układów. Że jest człowiekiem rzetelnym, solidnym, posłańcem wielkich wiadomości, wielkiej nadziei. Zaczynał jako idol kryzysowy, który miał nas prowadzić jako ambasador wspaniałego skoku cywilizacyjnego do Europy. Fenomen społeczny. Przecież my, dzięki tym transmisjom, żyliśmy życiem zastępczym. Był powodem ogromnej zbiorowej radości. Dał nam wiele. Bardzo wiele... (...) Ten fenomen popularności – 14,5 miliona, rekordowa telewizyjna widownia, kiedy zdobywał srebrny medal w Salt Lake City. Trzynaście przeszło milionów – Puchar Świata w Zakopanem. To jego ostatnie zwycięstwo i ta wielka radość nas, ludzi, którzy go oglądaliśmy. Państwo przed ekranami krzycząc, skacząc... Ja także krzycząc, skacząc... Po prostu... Było pięknie i coś się niewątpliwie zamknęło, ale miejmy nadzieję, że w sporcie będzie jakaś próba kontynuacji.

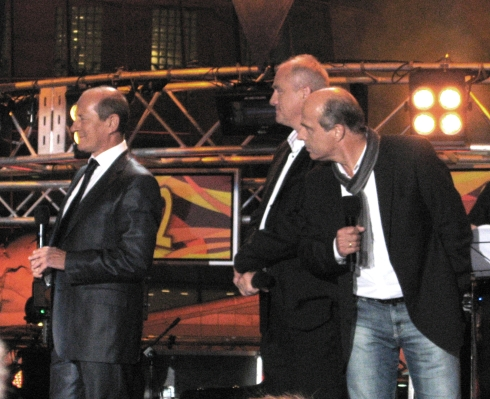
Szaranowicz (pierwszy z lewej) na koncercie inaugurującym jesienną ramówkę TVP, 30 sierpnia 2009

W latach 2002–2009 był jednym z prowadzących magazyn poranny Pytanie na śniadanie w TVP2, natomiast w latach 2007–2008 zasiadał w jury programu rozrywkowego Gwiazdy tańczą na lodzie w tej samej stacji.
Od 12 listopada 2009 do 31 maja 2017 był dyrektorem kanału TVP Sport. Tym samym jednocześnie był szefem sportu w Telewizji Polskiej.
Zasiadał w Komisji ds. Mediów i Marketingu Polskiego Związku Piłki Nożnej.
Obowiązki zawodowe i postępujące z wiekiem problemy zdrowotne sprawiły, że Szaranowicz zaczął ograniczać swoją aktywność sportową.

Sport ma swoją cenę i zawsze brałem to pod uwagę. Ból fizyczny można znieść. Bardziej bolesna jest świadomość, że nie można ćwiczyć. Od pewnego czasu mam problem zdrowotny, który bardzo ogranicza moją aktywność. Nie ukrywam, że to dla mnie cios. Radość życia i zdolność przetrwania w najtrudniejszych życiowych sytuacjach, budowałem zawsze na sile fizycznej. Na sporcie. Na zdolności bycia młodym. W wieku 63 lat człowiek może mówić, że czuje się młody. I to jest prawda, jeśli ćwiczy i podtrzymuje dobrą formę. Ale teraz niewiele rzeczy mogę robić.

19 lutego 2018 na zakończenie transmisji drużynowego konkursu skoków narciarskich podczas ZIO 2018 w Pjongczangu zapowiedział, że to jego ostatnie zimowe igrzyska w roli dziennikarza. W marcu 2019 (w dniu 70. urodzin Szaranowicza) opublikowano jego rozmowę z Jerzym Chromikiem, w której poinformował o przejściu na emeryturę z powodu choroby neurologicznej (w wywiadzie w 2024 przekazał, że jest to choroba Parkinsona), której objawy zaczął dostrzegać cztery lata wcześniej. Pożegnalny benefis dziennikarza pt. „Halo Włodku!” odbył się 29 marca w siedzibie Polskiego Komitetu Olimpijskiego w Warszawie. W wydarzeniu wzięli udział medaliści imprez sportowych, których występy Szaranowicz komentował, jego rodzina, przyjaciele i zawodowi wychowankowie oraz osoby związane z Telewizją Polską.
W 2024 został honorowym attaché prasowym reprezentacji Polski na XXXIII Letnich Igrzyskach Olimpijskich w Paryżu. Były to dla niego dwudzieste igrzyska olimpijskie, w których uczestniczył.

## Filmografia
- Trzy olimpiady (1980) – narrator (głos)
- Pierwszy medal (1980) – narrator (głos)
- Flubber (1997) – komentator meczu koszykówki (głos)
- Złotopolscy (1998) – dziennikarz (odc. 13)
- Nóż w głowie Dino Baggio (1999) – reporter
- Kurczak Mały (2005) – komentator sportowy (głos)
- Faceci do wzięcia (2008) – (odc. 76)
- Jeż Jerzy (2010) – on sam (głos)

## Gry komputerowe
W 2005 razem z Dariuszem Szpakowskim użyczył swojego komentarza polskiej wersji komputerowego symulatora piłkarskiego z serii FIFA – FIFA 06. Jego głos nagrano łącznie do trzynastu gier z tej serii (FIFA 06, FIFA 07, 2006 FIFA World Cup, FIFA 08, FIFA 09, FIFA 10, FIFA 11, FIFA 12, UEFA Euro 2012, FIFA 13, FIFA 14, FIFA World i FIFA 15). Od 2015 i gry FIFA 16 komentatorskim partnerem Szpakowskiego jest Jacek Laskowski.
Swojego głosu komentatora użyczył również do komputerowych symulatorów skoków narciarskich: Skoki narciarskie 2002: Polskie złoto, Skoki narciarskie 2003: Polski orzeł i Skoki narciarskie 2005, a także w grze wideo Kurczak Mały z 2005.

## Życie prywatne
Jego żoną jest Magdalena Szaranowicz, z którą ma troje dzieci: córkę Martę Szaranowicz-Kusz (ur. 1983, z wykształcenia socjolog) i dwóch synów: Lukę (ur. 1978, z wykształcenia prawnik, prowadzi w Dzień dobry TVN cykl Luka w prawie) i Michała (ur. 1992). Wraz z żoną mieszka w Milanówku pod Warszawą.

## Odznaczenia
- Krzyż Komandorski Orderu Odrodzenia Polski – 2024[43]
- Krzyż Oficerski Orderu Odrodzenia Polski – 2013[44][45]
- Srebrny Krzyż Zasługi – 1999[46]

## Wyróżnienia
- Wiktor (1985)[16]
- Telekamera w kategorii Dziennikarz sportowy (dwukrotnie: 1999 i 2000)[47][48]
- Telekamera w kategorii Komentator sportowy (2008)[49]
- Złota Telekamera (2009)[50]
- Superwiktor (2009)[51]
- Nagroda im. Bohdana Tomaszewskiego (Grand Press) (2016)[52]
- Gwiazda w Alei Gwiazd Sportu we Władysławowie (2018)[53]
- Złote Kolce w kategorii Dziennikarz lekkoatletyczny (2018)[54]

## Książki
27 października 2021 nakładem firmy Wydawnictwo SQN ukazała się autobiografia Włodzimierza Szaranowicza napisana wspólnie z jego córką Martą Szaranowicz-Kusz w formie książki papierowej (w wersji z miękką i twardą okładką) oraz ebook. 15 grudnia nakładem firmy Audioteka S.A. książka ukazała się w wersji audiobook czytanej przez Piotra Fronczewskiego i Martę Markowicz. 